# Könyvudvar
A Könyvudvar (hivatalos cégnevén Rittler-Jajczay Bt.) egy budapesti diszkont könyvesbolt. Nagyobbik üzlete az Unger-házban, Mesekönyvudvar nevű kisebbik üzlete pedig az előbbi szomszédságában, a Múzeum körúton található. Fő profilja a könyvkiadóktól felvásárolt régebbi készletek kedvezményes árú értékesítése, de a kínálatban hasonlóan felvásárolt DVD-k, CD-k, naptárak is megtalálhatók.

## Története
- 1996-ban megnyílt az Unger-átjáróházbéli üzlet.[2]
- 2005-ben elindult az internetes áruház.[2]
- 2013-ban megnyílt a Múzeum körúti üzlet, a Mesekönyvudvar.[2]
- 2017-ben a nagyobbik üzlet új teremmel bővült.[5]

## Ismertsége

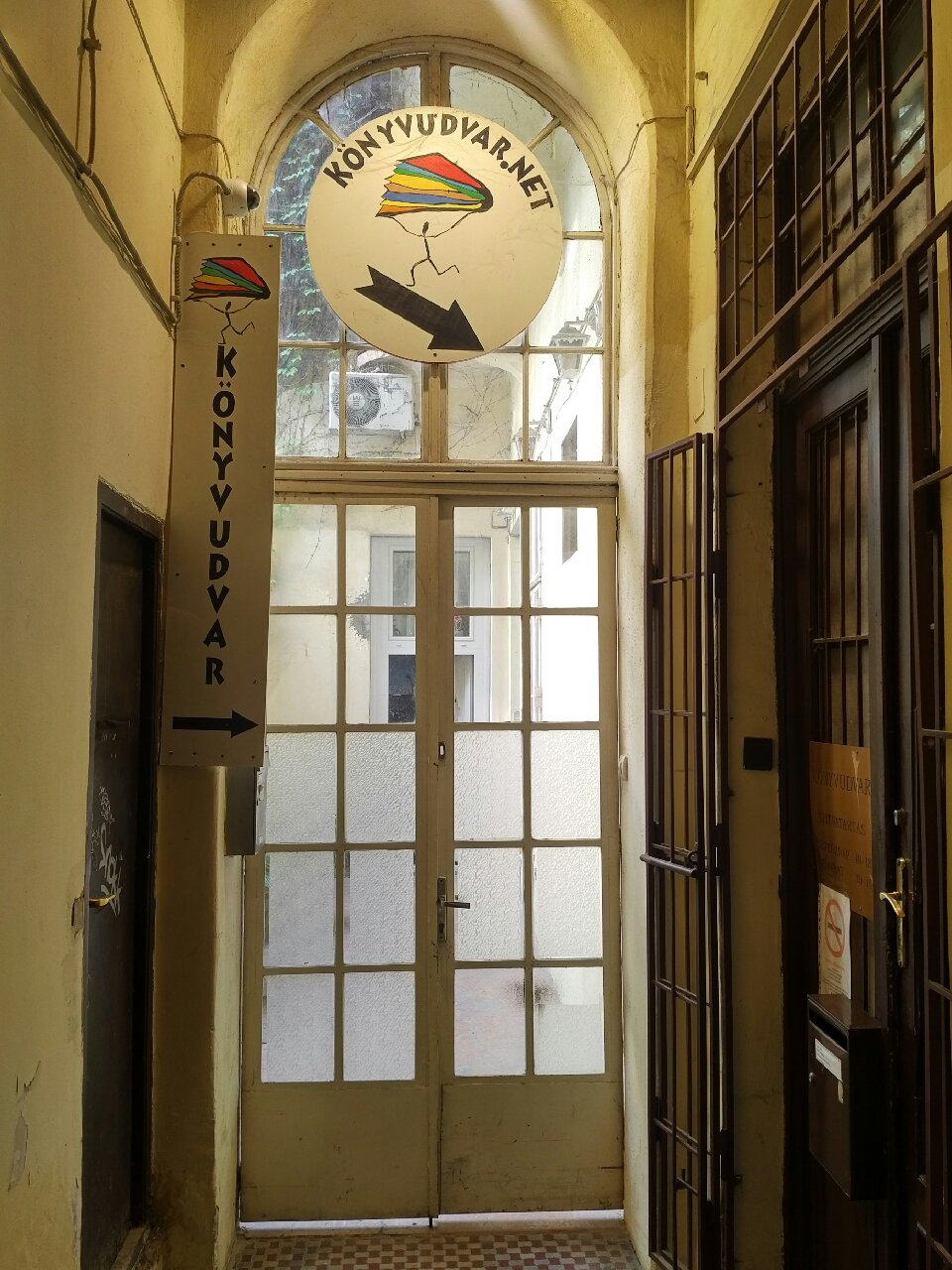
A Könyvudvar bejárata az Unger-ház udvarában

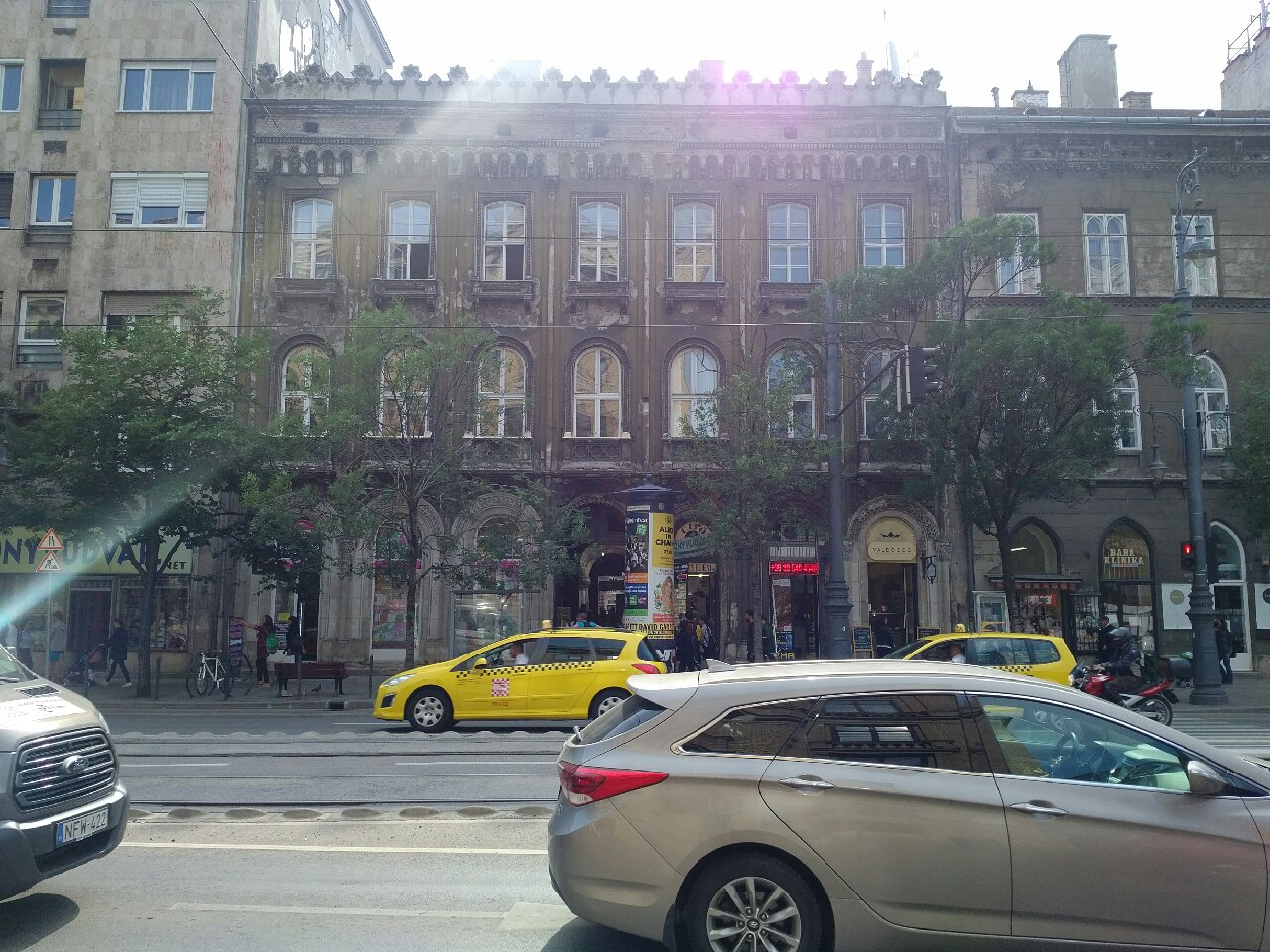
Az Unger-ház Múzeum körúti homlokzata

2011-ben elnyerte az Ország Boltja Népszerűségi Díjának második helyezését, "Könyv, film" kategóriában. Facebook-oldalát több mint 47 000 ember kedveli és követi (2018. októberi adat).

### A Könyvudvar és az Unger-ház
A bolt az évek során olyan ikonikus részévé vált a neki otthont adó bérháznak, hogy sokan Könyvudvarként hivatkoznak magára a házra is. Erre néhány példa az internetről:
- A Magyar Nemzeti Digitális Archívum és Filmintézet honlapján található, 2013-ban publikált „Rejtett kertek és nyitott séták” című cikk szerzői a „Könyvudvarról is elhíresült Magyar utca – Múzeum körúti átjáróban, az Unger-ház udvarában is [megálltak].”[8]
- A Matador Network 2014-es, "6 things you’ll miss as a first-time traveler to Budapest" (kb. "6 dolog, amit ki fogsz hagyni az első budapesti utadon") című cikkében egyszerre nevezi nevén is és Könyvudvarnak is az átjáróházat.[9] A cikk Origó-n megjelent fordításában az Unger-ház nevét teljesen el is hagyja a szerző.[10]
- A Szeretlek Magyarország 2016-os, „Pikáns titkokat rejt a Múzeum körúti Könyvudvar múltja” című, valójában az Unger-házról szóló cikkében a cikk közepéig csak Könyvudvarként nevezik meg az épületet.[11]
- Az NLCafé egyik 2017-es cikkében a Colette című kosztümös film[12] forgatása kapcsán hivatkozik a Könyvudvarra, mint az egyik forgatási helyszínre.[13] (A valódi helyszín természetesen nem a modern, huszonkét éves könyvesboltban volt, hanem a több mint 160 éves átjáróház udvarán.)
- A Supernatural Movies blog 2017-es Budapest Noir kritikájában olvasható, hogy „(…)ráfordultam a Múzeum körútra, fel a Kálvin tér irányába. Alig fél perc séta után a jobbra nyíló Könyvudvarban(…)”[14] (A bolt nem közvetlenül az utcafrontról nyílik, lásd a képeken.)
- A házban 2018-tól működő pizzéria Könyvudvart ír az elérhetőségeinél,[15] egy róluk szóló cikk pedig annak ellenére is a következőképpen fogalmaz, hogy rögtön utána megnevezik Unger-házként is az épületet: „a Könyvudvarba költöztek be, vagyis a Múzeum körút 7-be.”[16]